# Ágios Symeón
Ágios Symeón är en ort i Cypern.   Den ligger i distriktet Eparchía Ammochóstou, i den östra delen av landet, 80 km öster om huvudstaden Nicosia. Ágios Symeón ligger 189 meter över havet och antalet invånare är 119. Den ligger på ön Cypern.
Terrängen runt Ágios Symeón är kuperad åt nordväst, men åt sydost är den platt. Havet är nära Ágios Symeón åt sydost.  Närmaste större samhälle är Rizokárpaso, 18,7 km nordost om Ágios Symeón. Trakten runt Ágios Symeón består till största delen av jordbruksmark.
Medelhavsklimat råder i trakten. Årsmedeltemperaturen i trakten är 21 °C. Den varmaste månaden är augusti, då medeltemperaturen är 31 °C, och den kallaste är februari, med 12 °C. Genomsnittlig årsnederbörd är 421 millimeter. Den regnigaste månaden är januari, med i genomsnitt 93 mm nederbörd, och den torraste är augusti, med 1 mm nederbörd.